# Ahmed Yusuf Yasin
Ahmed Yusuf Yasin (Somali : Axmed Yuusuf Yaasiin) (né en 1957) est un homme politique et un avocat du Somaliland qui a été vice-président du Somaliland de 2002 à 2010 et le deuxième président du parti UDUB. Il est originaire de la sous-division Issa Musa (Adan Issa) du clan Habr Awal Isaaq. Il a été nommé vice-président en 2002,,,.